# Gruppo Universitario Fascista Palermo 1939-1940
La stagione 1939-1940 del Gruppo Universitario Fascista Palermo è stata la prima e unica disputata in Divisione Nazionale femminile.
La società palermitana si è classificata al quarto e ultimo posto nel Girone A di Divisione Nazionale ed è retrocessa in Serie B 1940-1941.

## Verdetti stagionali
Competizioni nazionali
- Divisione Nazionale:

stagione regolare: 4º posto su 4 squadre (0-6).

## Rosa
| Giocatrici |
| ---------- |

| N° | Naz.              | Ruolo | Sportivo                   | Anno | Alt. |  |
| -- | ----------------- | ----- | -------------------------- | ---- | ---- |  |
|    | Italia (bandiera) |       | Carrieri                   |      |      |  |
|    | Italia (bandiera) |       | Bianca Colombo             |      |      |  |
|    | Italia (bandiera) |       | Bianca Di Pisa             |      |      |  |
|    | Italia (bandiera) |       | Gilda Ferreri              |      |      |  |
|    | Italia (bandiera) |       | Girolama Maggi             |      |      |  |
|    | Italia (bandiera) |       | Aurora Marulli             |      |      |  |
|    | Italia (bandiera) |       | Anna Maria Morici          |      |      |  |
|    | Italia (bandiera) |       | Giuseppina Napoli          |      |      |  |
|    | Italia (bandiera) |       | Anna Maria Natoli          |      |      |  |
|    | Italia (bandiera) |       | Giulia Orlando             |      |      |  |
|    | Italia (bandiera) |       | Giuseppina Ortolani        |      |      |  |
|    | Italia (bandiera) |       | Caterina Romeo Quattrocchi |      |      |  |
|    | Italia (bandiera) |       | Irene Salatiello           |      |      |  |

| Staff tecnico          |
| ---------------------- |
| Allenatore: Totò Russo |

## Statistiche
| Giocatrice | Gare | Punti |
| ---------- | ---- | ----- |
| Carrieri   | 1    | 0     |
| Colombo    | 2    | 0     |
| Di Pisa    | 4    | 0     |
| Ferreri    | 6    | 11    |
| Maggi      | 1    | 0     |
| Marulli    | 6    | 15    |
| Morici     | 2    | 3     |
| Napoli     | 6    | 72    |
| Natoli     | 5    | 13    |
| Orlando    | 6    | 4     |
| Ortolani   | 6    | 18    |
| Romeo      | 1    | 0     |
| Salatiello | 3    | 2     |